# What Lies Ahead
What Lies Ahead ist ein Lied des britischen Pop-Rock-Musikers Peter Gabriel aus dem Jahr 2014, das er aus einer Melodie seines Sohnes Isaac Gabriel entwickelt hat.

## Entstehung und Veröffentlichung
Peter Gabriel spielt auf Tourneen manchmal neue Songs bevor diese endgültig fertig sind, da er den Entwicklungsprozess genauso interessant findet, wie das Endprodukt. What Lies Ahead entwickelte er aus einer Melodie, die sein Sohn Isaac spielte. Obwohl Gabriel den Liedtext noch nicht fertig hatte spielte er das Lied bei einigen der Back to Front-Shows. Die Weltpremiere war am 20. November 2014 in Turin im Pala Alpitour als Piano-Ballade mit Cello-Begleitung durch Linnea Olsson. Diese Version mit unfertigem Liedtext (in „Gabrielese“, einer Art gesungenem Blindtext) wurde mit den Encore Series-Aufnahmen der entsprechenden Konzerte veröffentlicht, die auch auf dem Online-Musikdienst Bandcamp verfügbar sind.
What Lies Ahead wurde wieder am Anfang der i/o The Tour bei den ersten Konzerten in Europa und dann wieder gegen Ende der Tournee in Nordamerika gespielt. Die erste Aufführung mit vollständigem Liedtext war bei dem ersten Konzert der Tournee am 18. Mai 2023 in Krakau, Polen in der Tauron Arena. Zu hören war What Lies Ahead bei den ersten drei Konzerten der Europa-Tour im Mai in Krakau, Verona und Mailand und bei drei der letzten vier Konzerte in Nordamerika im Oktober in Denver, Austin und Houston.
Das Lied wurde jedoch nicht als Studioaufnahme auf dem Studioalbum i/o veröffentlicht, was seit dem WOMAD-Festival 2023 in Charlton Park am 28. und 29. Juli 2023 klar war, bei dem das Album i/o in einer „immersive listening session“ in voller Länge im Luke Jerram Studio's The Museum of the Moon in Hans-Martin Buffs Dolby-Atmos-In-Side-Mix gespielt wurde. Nach den Angaben des Deutschen Genesis Fanclub 'it' soll jedoch wie bei den auf dem Album i/o veröffentlichen Liedern jeweils ein Bright-Side Mix gemixt von Mark „Spike“ Stent und ein Dark-Side Mix gemixt von Tchad Blake und der Atmos In-Side Mix gemixt von Hans-Martin Buff erstellt worden sein.
o/i, der Nachfolger von i/o, war Anfang 2025 weiterhin im Entstehungsprozess. Im Rahmen eines Genesis-Specials der britischen Musikzeitschrift Mojo verriet Peter Gabriel, dass er am Nachfolger von i/o arbeitet und dieser o/i heißen soll, was für i/o rückwarts steht. Bereits vor der Veröffentlichung von i/o sagte Gabriel, dass er bereits weitere Songs fertig hat. Im Rahmen eines Full Moon Club Videos verriet er zudem, dass der Song What Lies Ahead „auf dem nächsten Album sein werde“.

## Inhalt und Bedeutung
In dem Liedtext sinniert Gabriel über die Zukunft und ihre unvorhersehbaren Wendungen.

## Musik
What Lies Ahead ist eine einfache essentielle sanfte Piano-Ballade mit stimmungsvoller, zarter Atmosphäre, die durch Gabriels raue Stimme noch verstärkt wird.

## Mitwirkende
(Quelle:)

### Musiker
Musiker bei der Back to Front Tour:
- Peter Gabriel – Hauptgesang, Piano
- Tony Levin – Bassgitarre
- Linnea Olsson – Cello

### Technisches Personal
- Tchad Blake – Mixing (Dark-Side Mix)
- Hans-Martin Buff – Dolby-Atmos-Mixing (In-Side Mix)
- Isaac Gabriel –  Komposition
- Peter Gabriel –  Liedtext, Komposition, Produktion
- Mark „Spike“ Stent – Mixing (Bright-Side Mix)

## Rezensionen
What Lies Ahead weckt nach Fabian Broicher von der Musikzeitschrift Rolling Stone als zarte Piano-Ballade mit einfallsreichen Cello-Melodien Erinnerungen an die Arbeiten von Tom Waits oder Harry Nilsson, allerdings mit Gabriels charakteristischen, einfallsreichen harmonischen Wendungen. Gabriels Gesang ist nach Chris Coplan von der Musikwebsite Consequence von nahezu unendlicher Verlorenheit geprägt.

## Coverversionen
Der italienische Jazztrompeter Paolo Fresu nahm 2016 eine instrumentale Version von What Lies Ahead mit dem kubanischen Jazz-Pianist Omar Sosa und dem italienischen Cellist Piero Salvatori auf und schickte diese an Peter Gabriel. Dieser gab die Erlaubnis diese in ein jazzigeres Gebiet gebrachte Aufnahme zu veröffentlichen, da er diese sehr gefühlvoll und mit Herz gespielt fand. Diese Aufnahme wurde auch auf dem Album Eros von Paolo Fresu veröffentlicht.